# Stereomicroscoop

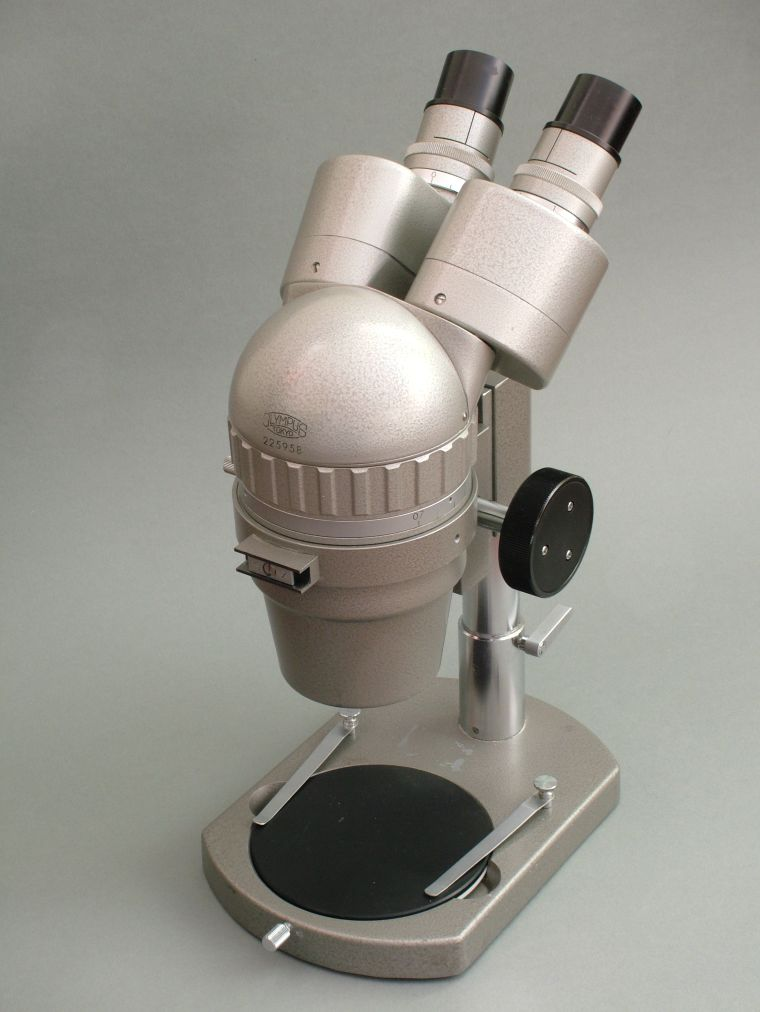
Olympus SZIII zoomstereomicroscoop, ca 1970

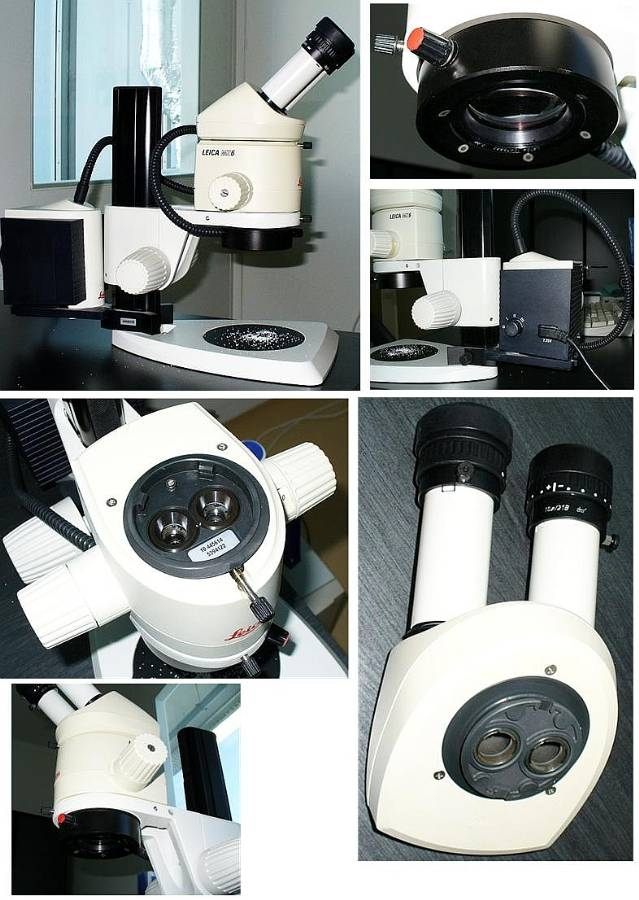
Stereomicroscoop

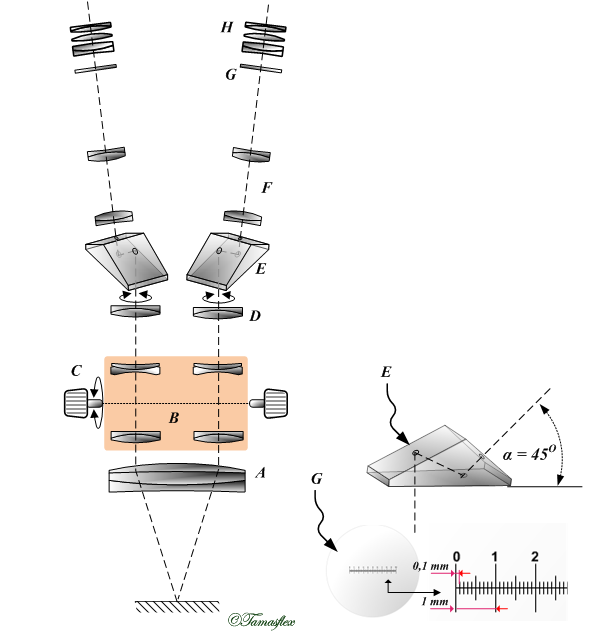
Optisch ontwerp van moderne stereomicroscoop
A - Objectief B - Galileïsche telescopen (roterende objectieven)
C - Zoombediening
D - Intern objectief E - Prisma F - Relaylens G - Reticle H - Oculair

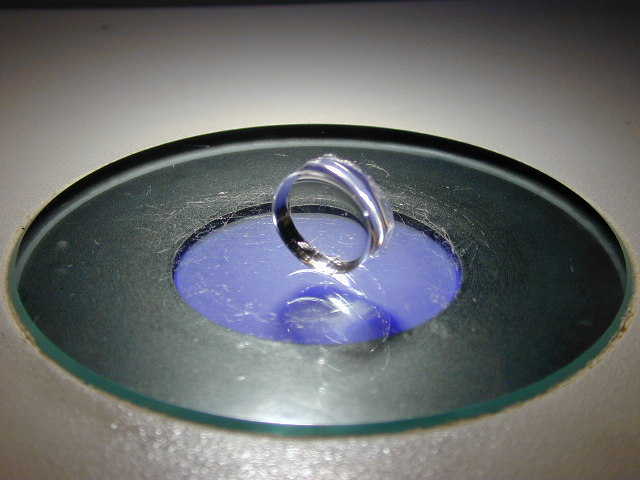
uitgeharde PDMS-cilinder op het grondlicht van een stereomicroscoop

Een stereomicroscoop is een microscoop die twee objectieven en twee oculairen heeft, een voor elk oog, om de gebruiker een beeld te geven waarin diepte wordt gezien. Stereomicroscopen vergroten minder sterk dan doorvallend-lichtmicroscopen doordat de aanwezigheid van een dubbel objectief wat meer afstand tot het onderwerp nodig maakt - er is minder plaats. Gebruikelijke vergrotingen voor stereomicroscopen zijn 10 tot 80 keer.
Stereomicroscopen worden gebruikt om kleine voorwerpen te bestuderen (plantendelen, insecten, juwelen) en om manipulaties aan kleine voorwerpen te kunnen verrichten, (horlogemakers, microdissecties, oogoperaties, SMD-electronica) waarvoor het dieptezien ze bij uitstek geschikt maakt. Er zijn stereomicroscopen met vaste objectieven en met traploos verstelbare zoomobjectieven. 

## Fotoadapters
Er zijn ook trinoculaire versies, met een derde tubus bovenop, waarop een al dan niet digitale foto- of filmcamera kan worden geplaatst. Om door deze derde tubus te kunnen fotograferen moet meestal wel het licht van een van de beide oculairen worden omgeleid door een spiegel in de lichtbaan te brengen, zodat men dan maar met een oog door de microscoop kan kijken tijdens het maken van een foto. 

## Verlichting
Stereomicroscopen maken over het algemeen gebruik van opvallend licht. Om voldoende licht op het onderwerp te kunnen laten vallen zonder dit daarbij te veel te verwarmen waren altijd speciale voorzorgsmaatregelen nodig, zoals halogeenlampen met warmtefilters, of door een flexibele glasvezelbundel geleid licht waardoor de verlichtingsinstallatie haast even duur werd als de microscoop zelf. Er zijn verlichtingsringen met ledlampen die veel wit licht geven zonder warmte en die relatief goedkoop zijn.